# Dueñas (Filipinas)
Dueñas es un municipio filipino de cuarta clase, perteneciente a la provincia de Iloílo, en las Bisayas Occidentales. En 2020, tenía censados 34 597 habitantes.